# NGC 5307
NGC 5307 je planetna maglica u zviježđu Centauru. 

## Vanjske poveznice
- (engl.) SEDS: NGC 5307
- (engl.) Revidirani Novi opći katalog
- (engl.) Izvangalaktička baza podataka NASA-e i IPAC-a
- (engl.) Astronomska baza podataka SIMBAD
- (engl.) VizieR
- DSS-ova slika NGC 5307  Arhivirana inačica izvorne stranice od 17. lipnja 2013. (Wayback Machine)